# Georg Holzach
Georg Holzach (* 23. November 1963 in Köln) ist ein deutscher Fernsehjournalist.
Er moderierte German TV und bis 2009 Maintower, ein Boulevardmagazin im hr-Fernsehen im Wechsel mit Kirsten Rademacher. Seit 2009 wird Maintower von Susann Atwell und Andrea Kempter im Wechsel moderiert.
Der Moderator erreichte ein allgemeines Publikum mit der Magazinsendung Cinema TV auf ProSieben, der Talk-Show Live aus dem Alabama, Live aus dem Schlachthof im BR und hr und dem jungen Magazin 100 Grad im Deutsche-Welle-Fernsehen weltweit. Er erreichte ein spezialisiertes Publikum mit Einstein.tv, Deutsche Bank Business TV, Sparkassen TV, Börsenprofile in RTL Bayern.
Er spielte eine Nebenrolle in dem Film Das Blaue vom Himmel (2011) von Hans Steinbichler mit Hannelore Elsner in der Hauptrolle.
Holzach moderiert Firmenveranstaltungen, Kongresse und Seminare auf Deutsch, Englisch und Französisch. Er trainiert Manager für Interviews.